# Lorenzo Baldassarri
Pour les articles homonymes, voir Baldassarri.
Lorenzo Baldassarri, né le 6 novembre 1996 à San Severino Marche dans la province de Macerata, est un pilote de vitesse moto italien.
Il appartient à la VR46, académie de pilotage fondée par le nonuple champion du monde Valentino Rossi.

## Statistiques en championnat du monde de vitesse

### Par saison
| Sais  | Cat.  | Moto      | Course | Vict | Pod | Pole | M.tour | Pts | Class | Titre |
| ----- | ----- | --------- | ------ | ---- | --- | ---- | ------ | --- | ----- | ----- |
| 2013  | Moto3 | FTR Honda | 17     | 0    | 0   | 0    | 0      | 0   | NC    | -     |
| 2014  | Moto2 | Suter     | 18     | 0    | 0   | 0    | 0      | 20  | 25e   | -     |
| 2015  | Moto2 | Kalex     | 17     | 0    | 1   | 0    | 0      | 96  | 9e    | -     |
| 2016  | Moto2 | Kalex     | 17     | 1    | 2   | 0    | 0      | 127 | 8e    | -     |
| 2017  | Moto2 | Kalex     | 16     | 0    | 0   | 0    | 0      | 51  | 16e   | -     |
| 2018  | Moto2 | Kalex     | 18     | 1    | 5   | 2    | 4      | 162 | 5e    | -     |
| 2019  | Moto2 | Kalex     | 19     | 3    | 3   | 0    | 1      | 171 | 7e    | -     |
| Total |       |           | 122    | 5    | 11  | 2    | 5      | 627 |       |       |

### Statistiques par catégorie
| Catégorie | Année  | 1er GP   | 1er Podium | 1re Victoire | Courses | Victoires | Podiums | Pole | M.tours¹ | Points | Titres |
| --------- | ------ | -------- | ---------- | ------------ | ------- | --------- | ------- | ---- | -------- | ------ | ------ |
| Moto3     | 2013   | QAT 2013 |            |              | 17      | 0         | 0       | 0    | 0        | 0      | 0      |
| Moto2     | 2014 - | QAT 2014 | AUS 2015   | SMR 2016     | 105     | 5         | 11      | 2    | 5        | 627    | 0      |
| Total     | 2013-  |          |            |              | 122     | 5         | 11      | 2    | 5        | 627    | 0      |

### Résultats détaillés
(Les courses en gras indiquent une pole position ; les courses en italique indiquent un meilleur tour en course)
| Année | Cat.  | Moto      | 1       | 2       | 3       | 4       | 5       | 6       | 7       | 8       | 9       | 10      | 11      | 12      | 13      | 14     | 15      | 16     | 17      | 18     | 19      | Classement | Points |
| ----- | ----- | --------- | ------- | ------- | ------- | ------- | ------- | ------- | ------- | ------- | ------- | ------- | ------- | ------- | ------- | ------ | ------- | ------ | ------- | ------ | ------- | ---------- | ------ |
| 2013  | Moto3 | FTR Honda | QAT 28  | AME Ab. | ESP 22  | FRA Ab. | ITA 23  | CAT 21  | NED 20  | ALL Ab. | IND Ab. | CZE Ab. | GBR 18  | RSM 23  | ARA 26  | MAL 23 | AUS 24  | JPN 17 | VAL 20  |        |         | NC         | 0      |
| 2014  | Moto2 | Suter     | QAT Ab. | AME Ab. | ARG 28  | SPA Ab. | FRA 20  | ITA 23  | CAT 11  | NED 9   | GER Ab. | IND 17  | CZE Ab. | GBR Ab. | RSM 25  | ARA 25 | JPN 17  | AUS 14 | MAL 17  | VAL 10 |         | 25e        | 20     |
| 2015  | Moto2 | Kalex     | QAT 10  | AME 26  | ARG 8   | SPA 13  | FRA 21  | ITA 10  | CAT 10  | NED Ab. | GER 8   | IND     | CZE Ab. | GBR Ab. | RSM 7   | ARA 10 | JPN 12  | AUS 3  | MAL 5   | VAL 4  |         | 9e         | 96     |
| 2016  | Moto2 | Kalex     | QAT DNS | ARG 13  | AME 23  | SPA 17  | FRA 17  | ITA 2   | CAT 14  | NED 5   | GER 5   | AUT 8   | CZE 16  | GBR 6   | RSM 1   | ARA 7  | JPN Ab. | AUS 4  | MAL 4   | VAL 14 |         | 8e         | 127    |
| 2017  | Moto2 | Kalex     | QAT 8   | ARG 4   | AME Ab. | SPA 11  | FRA Ab. | ITA Ab. | CAT 4   | NED DNS | GER     | CZE 18  | AUT Ab. | GBR 29  | RSM Ab. | ARA 13 | JPN 10  | AUS 14 | MAL Ab. | VAL 15 |         | 16e        | 51     |
| 2018  | Moto2 | Kalex     | QAT 2   | ARG 4   | AME 10  | SPA 1   | FRA Ab. | ITA 2   | CAT 7   | NED 26  | GER Ab. | CZE 4   | AUT 26  | GBR C   | RSM 6   | ARA 3  | THA Ab. | JPN 2  | AUS 22  | MAL 6  | VAL Ab. | 5e         | 162    |
| 2019  | Moto2 | Kalex     | QAT 1   | ARG 1   | AME Ab. | SPA 1   | FRA Ab. | ITA 4   | CAT Ab. | NED Ab. | GER 7   | CZE 11  | AUT 4   | GBR 7   | RSM 10  | ARA 8  | THA 25  | JPN 4  | AUS 5   | MAL 7  | VAL 17  | 7e         | 171    |

## Palmarès

### Victoires en Moto2: 5
| Année | Lieu du Grand Prix             | Circuit                               | Ville                |
| ----- | ------------------------------ | ------------------------------------- | -------------------- |
| 2016  | Grand Prix moto de Saint-Marin | Misano World Circuit Marco Simoncelli | Misano               |
| 2018  | Grand Prix moto d'Espagne      | Circuit permanent de Jerez            | Jerez de la Frontera |
| 2019  | Grand Prix moto du Qatar       | Circuit international de Losail       | Doha                 |
| 2019  | Grand Prix moto d'Argentine    | Autódromo Termas de Río Hondo         | Santiago del Estero  |
| 2019  | Grand Prix moto d'Espagne      | Circuit permanent de Jerez            | Jerez de la Frontera |